# Christian de Flon
Christian de Flon, född den 29 juni 1984 i Stockholm, är en svensk skådespelare.
Christian de Flon är utbildad vid Calle Flygare Teaterskola. Han har haft roller i filmer som Emmas film, i TV-serier som Livet i Fagervik och på teatern som officeren i Othello på Romateatern och som satyr i Elfriede Jelineks Babel på Göteborgs Stadsteater.

## Filmografi
- 2008 – Emmas film (Rakels man)
- 2009 – Katt-tricket (Malkom)
- 2009 – Livet i Fagervik (TV-serie) (man i garnaffär)
- 2009 – På djupet (Daniel)
- 2010 – Flora (Mats)
- 2012 – Scenarion (Jacob)
- 2012 – Arne Dahl: Europa Blues (TV-serie) (nazist) [källa behövs]
- 2012 – Mig älskar ingen (Isak)
- 2012 – Spökeriet (TV-serie) (Robert Kallandén)
- 2012 – Rollen är min (Kalle)
- 2014 – Bokcirkeln (Stålnacke)
- 2017 – Hermit: Monster Killer (Lolek)

## Teater
- 2012- Othello- Officeren
- 2010- Babel- Satyr